# شهرستان کلمبیا (واشینگتن)
شهرستان کلمبیا، واشینگتن (به انگلیسی: Columbia County, Washington) یک شهرستان در ایالات متحده آمریکا است که در ایالت واشینگتن واقع شده‌است.

## خصوصیات
شهرستان کلمبیا ۲٬۲۶۳٫۶۶ کیلومترمربع مساحت دارد.